# سكوت للطيران
سكوت للطيران هي شركة طيران سنغافورية منخفضة التكلفة ومملوكة بالكامل لشركة الخطوط الجوية السنغافورية، تتخد من مطار شانغي سنغافورة مركزاً لعملياتها. بدأت عملياتها في 4 يونيو 2012 على خطوط متوسطة وطويلة من سنغافورة، في الغالب إلى مطارات مختلفة في جميع أنحاء منطقة آسيا والمحيط الهادئ . شعار شركة سكوت للطيران هو Escape the Ordinary.

## الوجهات

البلدان التي تعمل بها سكوت للطيران

تقدم سكوت للطيران خدماتها إلى أكثر من 16 دولة و 56 وجهة عبر آسيا وأوروبا وأوقيانوسيا.

### اتفاقية الرمز المشترك
لدى سكوت للطيران اتفاقية الرمز المشترك مع الشركات التالية:
- الخطوط الجوية السنغافورية[9]

## الأسطول

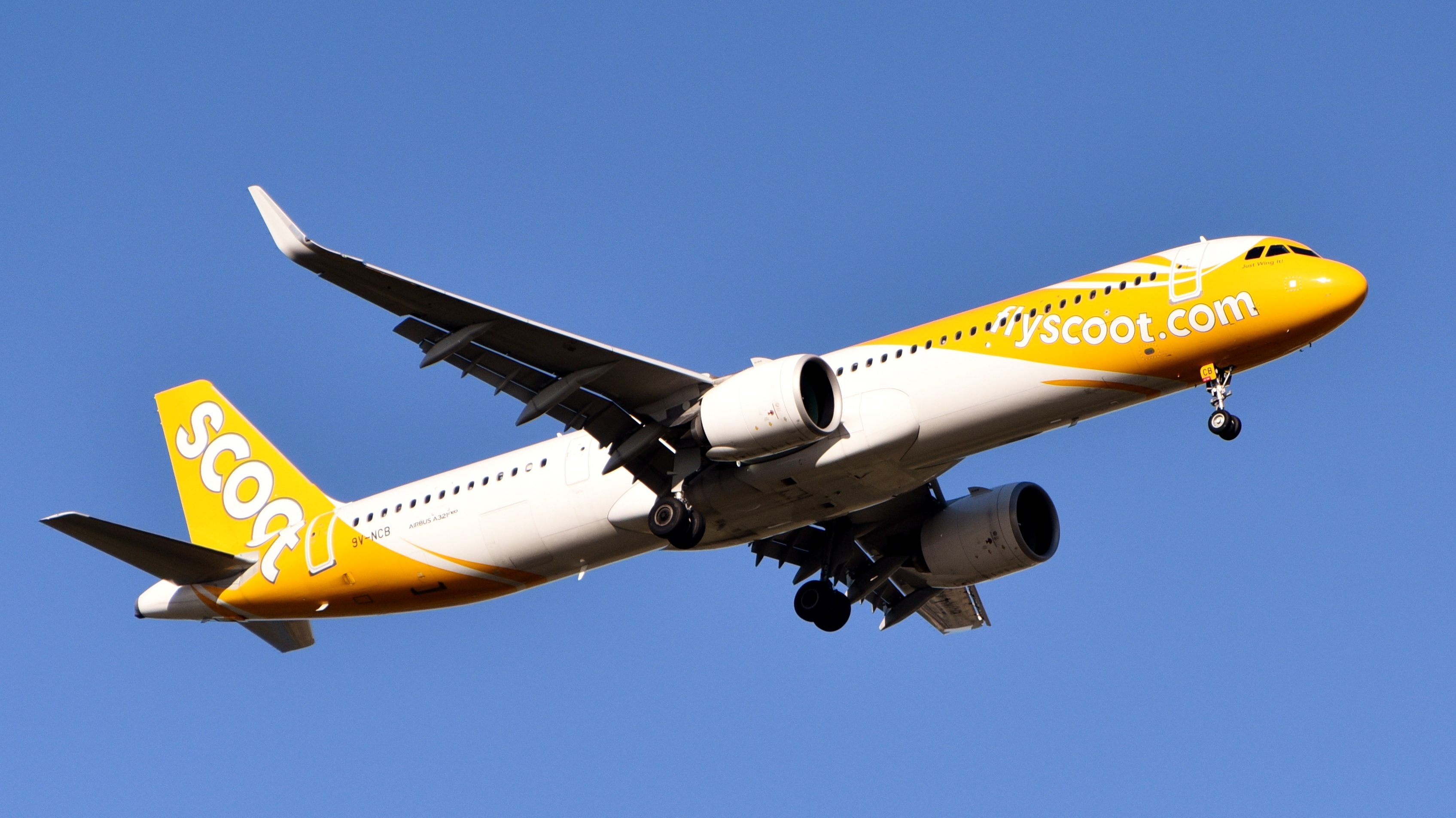
طائرة إيرباص إيه 320 نيو تابعة لسكوت للطيران

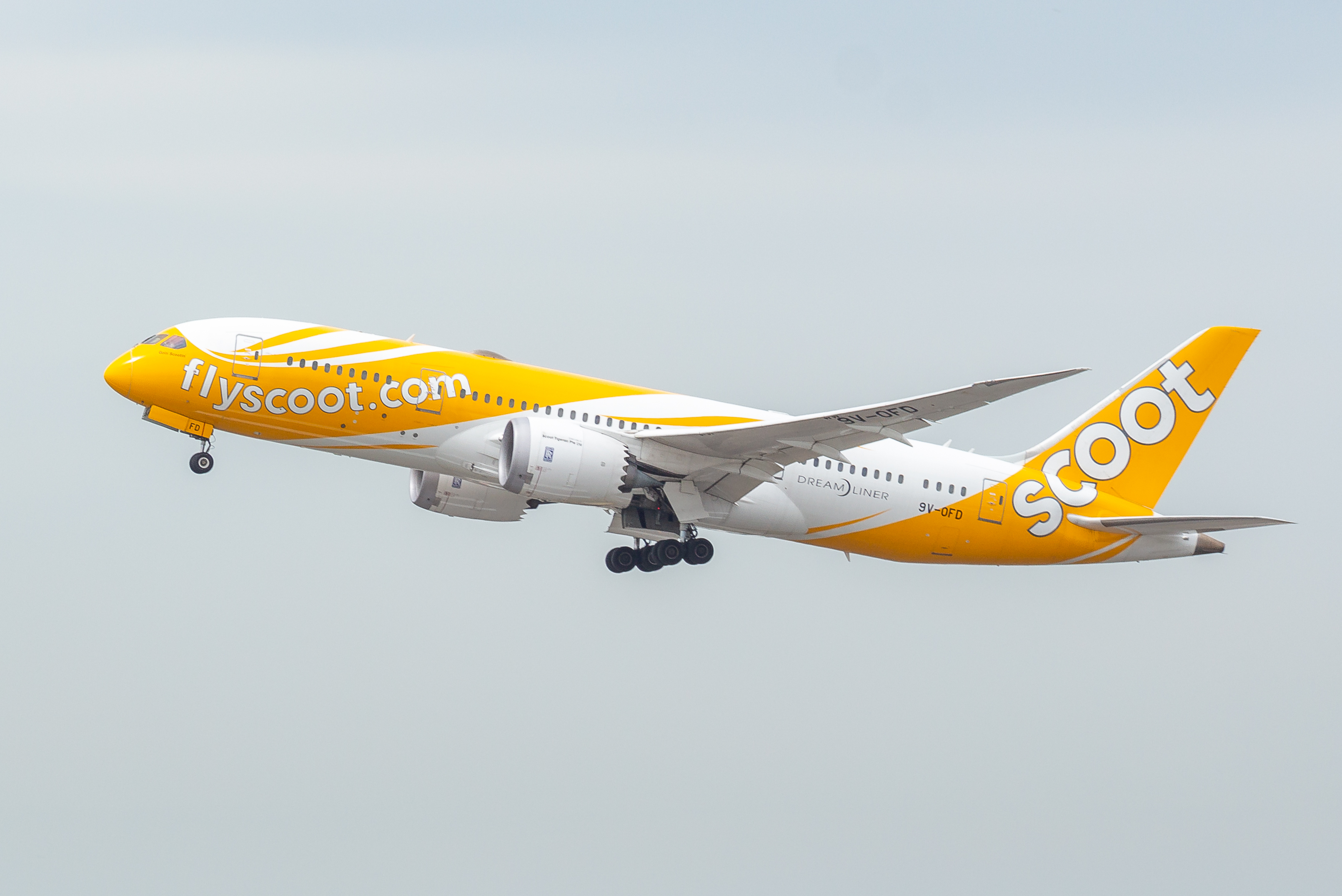
طائرة بوينغ 787 تابعة لسكوت للطيران

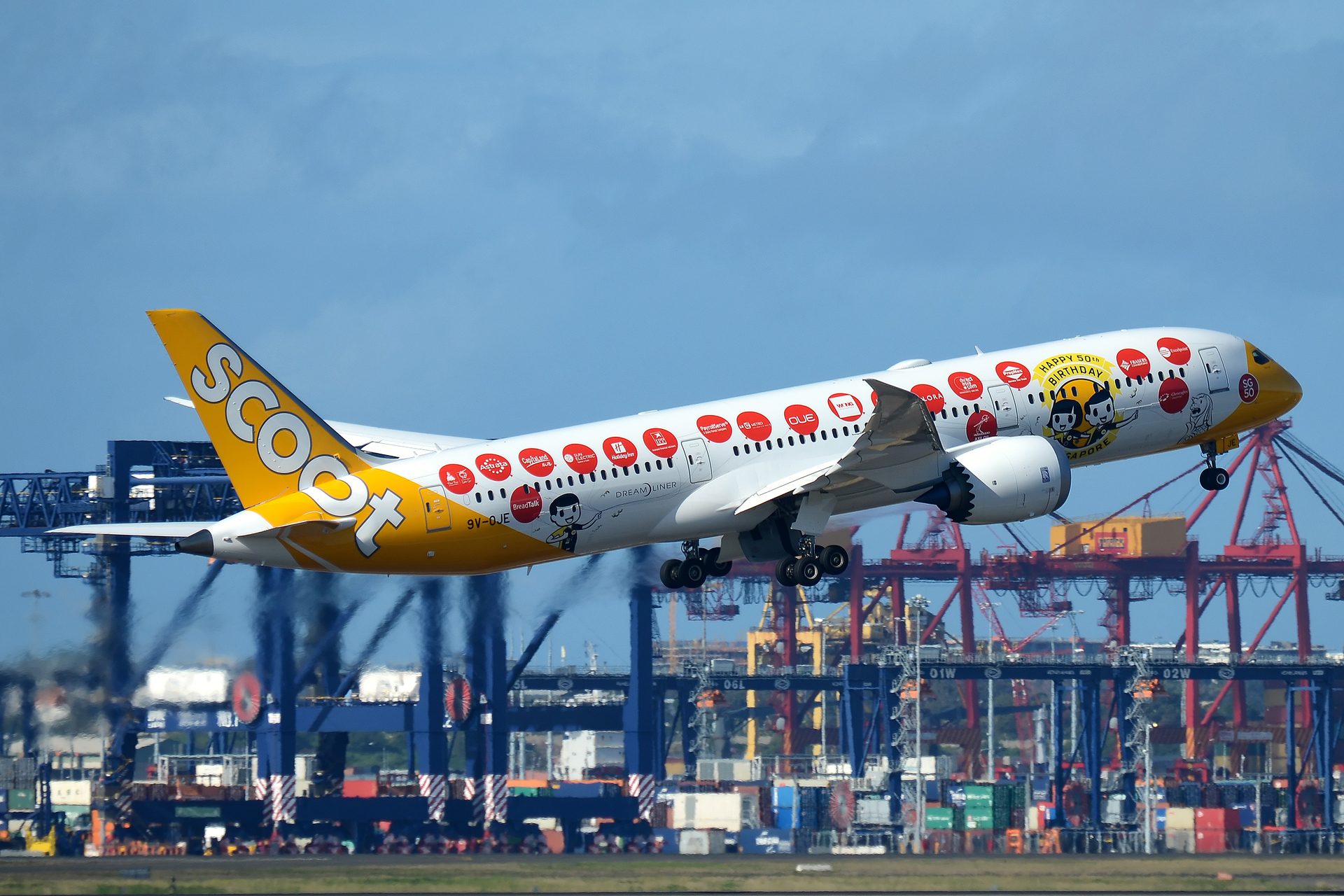
طائرة بوينغ 787 تابعة لسكوت للطيران مطلية بطلاء اليوبيل الذهبي للشركة

### الأسطول الحالي
اعتبارًا من 1 يناير 2023، تشغل سكوت للطيران الطائرات التالية:
| الطائرة                  | في الخدمة | مطلوبة | الركاب            | الركاب   | الركاب  | ملاحظات                                      |
| الطائرة                  | في الخدمة | مطلوبة | السياحية المتميزة | السياحية | المجموع | ملاحظات                                      |
| ------------------------ | --------- | ------ | ----------------- | -------- | ------- | -------------------------------------------- |
| إيرباص إيه 320           | 24        | —      | —                 | 180      | 180     |                                              |
| عائلة إيرباص إيه 320 نيو | 6         | 12     | —                 | 186      | 186     | ينتهي التسليم في 2025.                       |
| عائلة إيرباص إيه 320 نيو | 9         | 7      | —                 | 236      | 236     |                                              |
| بوينغ 787                | 10        | 3      | 18                | 311      | 329     |                                              |
| بوينغ 787                | 10        | 3      | 21                | 314      | 335     |                                              |
| بوينغ 787                | 10        | 4      | 35                | 340      | 375     | نقلت طائراتان إلى الخطوط الجوية السنغافورية. |
| المجموع                  | 59        | 26     |                   |          |         |                                              |

### الأسطول التاريخي
| الطائرة        | المجموع | أدخلت | سحبت | أستبدلت ب                | مرجع   |
| -------------- | ------- | ----- | ---- | ------------------------ | ------ |
| إيرباص إيه 319 | 4       | 2017  | 2019 | عائلة إيرباص إيه 320 نيو | [ 17 ] |
| بوينغ 777      | 6       | 2012  | 2015 | بوينغ 787                | [ 18 ] |